# CHOP
[R]-CHOP (латиницей) — общепринятая в онкогематологии аббревиатура (акроним) для одного из распространённых режимов химиотерапии, используемых при лечении неходжкинских лимфом.

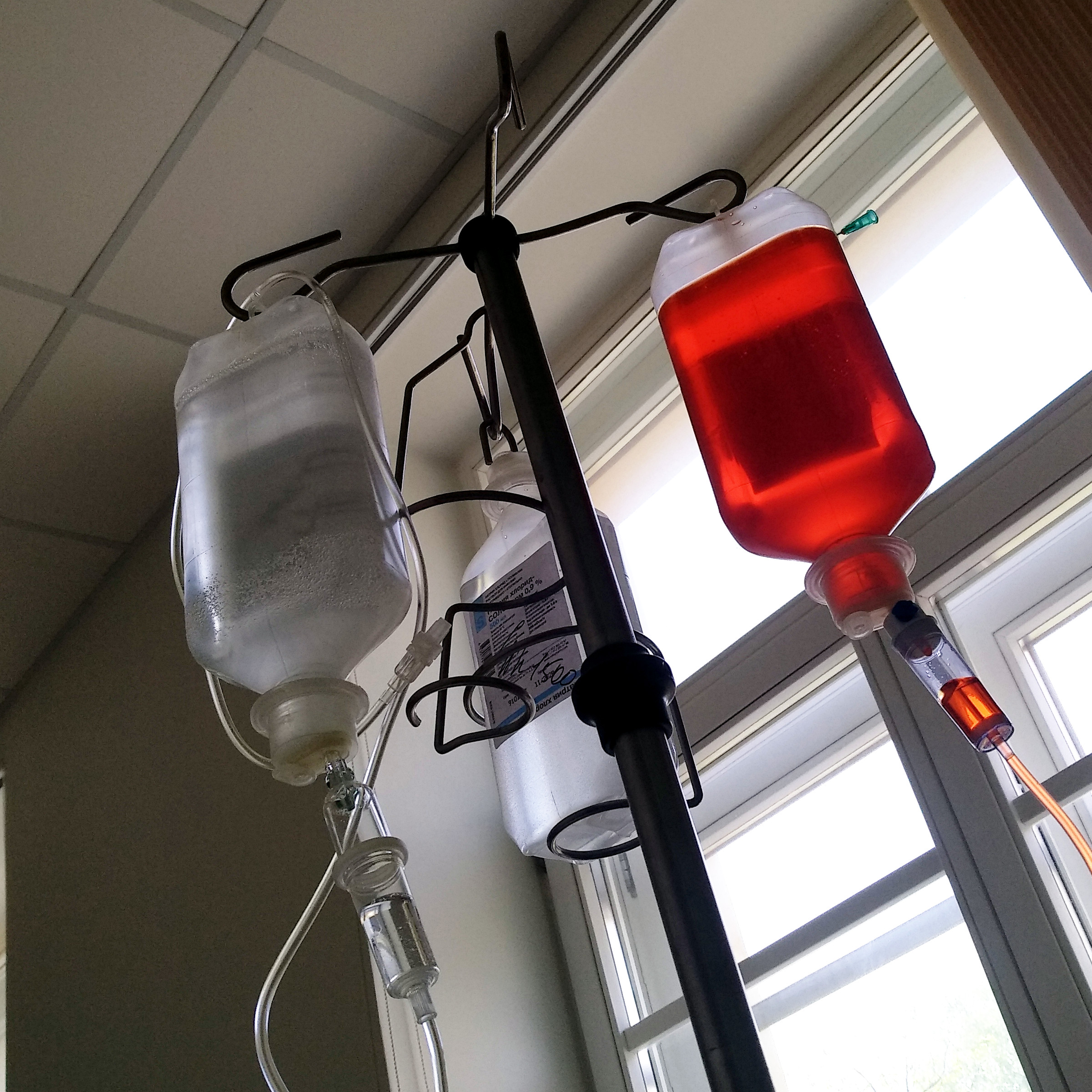
Капельница с компонентами R,C,H,O режима R-CHOP. Красный раствор — наиболее кардиотоксичный компонент H, доксорубицин. Компонент P (преднизолон) даётся в течение пяти последующих дней внутривенно или в таблетках.

Протокол [R]-CHOP состоит из четырёх или пяти компонентов:
1. В R-варианте — с добавлением анти-CD20 моноклонального антитела ритуксимаба — англ. [R]ituximab;
2. Циклофосфамид (англ. (C)yclophosphamide) — алкилирующий антинеопластический препарат, который повреждает ДНК клеток путём связывания с ней и образования в ней сшивок;
3. Гидроксидаунорубицин (англ. (H)ydroxydaunorubicin), также называемый доксорубицином или адриамицином — интеркалирующий агент из группы антрациклинов, который повреждает ДНК, вставляя (интеркалируя) себя между основаниями ДНК;
4. Онковин (англ. (O)ncovin), также называемый винкристином — ингибитор веретена деления из группы винка-алкалоидов, нарушает митотический процесс путём связывания с белком тубулином и нарушения образования микротубул;
5. Преднизон (англ. (P)rednisone) или преднизолон (англ. (P)rednisolone) — глюкокортикоиды, оказывающие цитолитическое действие на некоторые виды лимфоидных клеток.

## Показания к применению
Большинство видов неходжкинских лимфом, кроме специально оговорённых случаев.
При B-клеточных, CD20-положительных неходжкинских лимфомах [R]-CHOP обычно используется в варианте с ритуксимабом. Этот комбинированный режим называют R-CHOP или CHOP-R.
Противопоказано применение [R]-CHOP, в том числе в его Maxi-варианте, при лимфоме Беркитта, так как при этой разновидности лимфомы данный режим химиотерапии не только неэффективен или малоэффективен (вследствие его относительно низкой дозовой интенсивности), но и приводит к значительному ускорению прогрессирования лимфомы из-за вызываемой химиотерапией иммуносупрессии и к развитию вторичной резистентности опухоли к химиотерапии. Также противопоказано применение CHOP или R-CHOP при лимфобластных лимфомах (по той же причине). Лимфобластные лимфомы должны лечиться по аналогии с острым лимфобластным лейкозом и по тем же программам.
Неэффективно применение CHOP или R-CHOP при первичной лимфоме ЦНС, так как химиопрепараты, входящие в состав [R]-CHOP, не способны проникать гематоэнцефалический барьер.
При вовлечении ЦНС при любой форме лимфомы, при которой может применяться [R]-CHOP, необходимо, кроме применения [R]-CHOP, также применение препаратов, хорошо проникающих в ЦНС — высокодозного метотрексата, высокодозного цитарабина и/или облучение ЦНС.

## Режим дозирования
Как правило, [R]-CHOP вводится с интервалом 2 недели — 14 дней (так называемый [R]-CHOP-14) или с интервалом 3 недели — 21 день (так называемый [R]-CHOP-21).
Существует также интенсифицированная по дозе версия [R]-CHOP, так называемый [R]-Maxi-CHOP.
| Лекарство                            | Стандартный [R]-CHOP-14 или [R]-CHOP-21 | [R]-Maxi-CHOP | Путь введения        | Дни цикла |
| ------------------------------------ | --------------------------------------- | ------------- | -------------------- | --------- |
| Ритуксимаб — (R)ituximab             | 375 мг/м2                               | 375 мг/м2     | Внутривенная инфузия | День 1    |
| Циклофосфамид — (C)yclophosphamide   | 750 мг/м2                               | 1200 мг/м2    | Внутривенная инфузия | День 1    |
| Доксорубицин — (H)ydroxydaunorubicin | 50 мг/м2                                | 75 мг/м2      | Внутривенно болюсно  | День 1    |
| Винкристин — (O)ncovin               | 1,4 мг/м2 (максимально 2 мг)            | 2 мг          | Внутривенно болюсно  | День 1    |
| Преднизолон — (P)rednisolone         | 40 мг/м2                                | 100 мг        | Перорально           | Дни 1-5   |

Стандартный [R]-CHOP повторяется каждые 14 или каждый 21 день, всего до 6-8 циклов. Повышенный ([R]-Maxi-CHOP) применяется при лечении мантийноклеточной лимфомы, как составная часть так называемого «Нордического протокола» (англ. Nordic protocol). Согласно этому протоколу, циклы R-Maxi-CHOP повторяются с интервалом 21 день, чередуясь с 21-дневными циклами R-HDAC (ритуксимаб — 375 мг/м2 плюс высокодозный цитарабин — 3000 мг/м2) — 3 цикла R-Maxi-CHOP (1-й, 3-й и 5-й) и 3 цикла R-HDAC (2-й, 4-й и 6-й). При этом, согласно протоколу, в последнем, 6-м, цикле R-HDAC проводится пуржинг в организме (очистка от потенциальных примесей опухолевых клеток) при помощи дополнительного введения 375 мг/м2 ритуксимаба на 9-й день цикла, и затем мобилизация периферических стволовых гемопоэтических клеток и их сбор для последующей аутологичной трансплантации гемопоэтических стволовых клеток.

## Отслеживание объективного ответа на терапию
Как правило, после первых нескольких циклов [R]-CHOP (обычно трёх) выполняется промежуточная КТ и/или 18ФДГ-ПЭТ для оценки эффективности лечения и степени объективного ответа на терапию. В зависимости от полученных результатов, дальнейшая терапия может быть либо продолжена, либо модифицирована (например, заменена на альтернативную схему химиотерапии или на лучевую терапию). После окончания полного курса исследование повторяют.

## Применение в особых подгруппах пациентов
У пожилых пациентов и у пациентов с тяжёлыми сердечно-сосудистыми заболеваниями применение доксорубицина, который обладает выраженной кардиотоксичностью, нередко считается неоправданно большим риском, и в этих случаях его могут исключить из схемы. В подобных случаях схему именуют [R]-COP (англ. Cyclophoshamide, англ. Oncovin, англ. Prednisone/Prednisolone) или [R]-CVP (англ. Cyclophosphamide, англ. Vincristine, англ. Prednisone/Prednisolone).
В некоторых случаях, при наличии у пациента также периферической нейропатии и сравнительно индолентном течении лимфомы, при котором допустимо применение мягких и малотоксичных режимов химиотерапии, слишком опасным и неприемлемым могут счесть также применение винкристина, который обладает способностью вызывать или усугублять нейропатии. В подобных случаях в схеме остаются только циклофосфамид и преднизолон либо преднизон, а схема называется CP — англ. Cyclophosphamide, англ. Prednisone/Prednisolone.

## Интенсифицированная версия
В попытках повысить эффективность режима [R]-CHOP при лечении агрессивных лимфом, при сравнительно небольшом повышении его токсичности, был изобретён модифицированный режим [R]-CHOEP — с добавлением этопозида (англ. Etoposide).
Также проводились попытки использования эскалированных доз тех же химиопрепаратов (dose-escalated CHOEP, или так называемый [R]-High-CHOEP) при агрессивных лимфомах у молодых пациентов. Однако этот режим не показал более высокой эффективности по сравнению со стандартным [R]-CHOEP, имея при этом более высокую токсичность.
Проводилась также попытка дальнейшей эскалации доз с поддержкой аутологичными стволовыми клетками в каждом цикле химиотерапии, при этом дозы менялись от цикла к циклу. Этот режим получил название [R]-MegaCHOEP. Однако и он не показал более высокой эффективности по сравнению с [R]-CHOEP-14, при этом имея более высокую токсичность.
Режим [R]-CHOEP / [R]-High-CHOEP / [R]-MegaCHOEP:
| Лекарство                            | Стандартный [R]-CHOEP        | [R]-High-CHOEP | [R]-Mega-CHOEP, цикл 1 | [R]-Mega-CHOEP, циклы 2 и 3 | [R]-Mega-CHOEP, цикл 4 (последний) | Путь введения        | Дни цикла |
| ------------------------------------ | ---------------------------- | -------------- | ---------------------- | --------------------------- | ---------------------------------- | -------------------- | --------- |
| Ритуксимаб — (R)ituximab             | 375 мг/м2                    | 375 мг/м2      | 375 мг/м2              | 375 мг/м2                   | 375 мг/м2                          | Внутривенная инфузия | День 1    |
| Циклофосфамид — (C)yclophosphamide   | 750 мг/м2                    | 1400 мг/м2     | 1500 мг/м2             | 4500 мг/м2                  | 6000 мг/м2                         | Внутривенная инфузия | День 1    |
| Доксорубицин — (H)ydroxydaunorubicin | 50 мг/м2                     | 65 мг/м2       | 70 мг/м2               | 70 мг/м2                    | 70 мг/м2                           | Внутривенно болюсно  | День 1    |
| Винкристин — (O)ncovin               | 1,4 мг/м2 (максимально 2 мг) | 2 мг           | 2 мг                   | 2 мг                        | 2 мг                               | Внутривенно болюсно  | День 1    |
| Этопозид — (E)toposide               | 100 мг/м2                    | 175 мг/м2      | 600 мг/м2              | 960 мг/м2                   | 1480 мг/м2                         | Внутривенная инфузия | Дни 1-3   |
| Преднизолон — (P)rednisolone         | 40 мг/м2                     | 100 мг         | 500 мг                 | 500 мг                      | 500 мг                             | Перорально           | Дни 1-5   |

## Осложнения и побочные явления
Режим [R]-CHOP и его модификации, как правило, достаточно хорошо переносится. Вызываемая химиотерапией тошнота и рвота требует профилактического назначения противорвотных препаратов (ондансетрон, метоклопрамид), однако эметогенность режима CHOP обычно сравнительно невелика. Вызываемый циклофосфамидом геморрагический цистит предотвращается назначением месны и обильной пероральной или внутривенной гидратацией. Временная алопеция (выпадение волос) является распространённым побочным явлением, поэтому больным рекомендуется заранее побрить голову налысо.
При применении [R]-CHOP лейкопения обычно не очень глубока и не очень продолжительна, по сравнению с более интенсивными режимами химиотерапии, и развивается на 2-й неделе после очередного курса химиотерапии. В период выраженной нейтропении рекомендуется применение рекомбинантных факторов роста гранулоцитов (G-CSF, GM-CSF) и/или профилактическое применение антибиотиков, противогрибковых препаратов. Необходимо тщательное отслеживание состояния пациента на предмет возможных инфекционных осложнений. Если в период выраженной нейтропении у пациента возникает лихорадка, ему требуется немедленная медицинская помощь и срочная диагностика на предмет возможной фебрильной нейтропении или сепсиса, так как инфекции у пациентов с низким уровнем нейтрофилов в крови могут очень быстро прогрессировать.
Как правило, профилактически назначают аллопуринол и обильную гидратацию для предотвращения развития гиперурикемии и уратной нефропатии, которые являются результатом синдрома лизиса опухоли, развивающегося вследствие быстрой и массивной гибели опухолевых клеток. Это особенно важно для пациентов с исходно большой опухолевой массой.

## Исторические сведения
Ключевое исследование, опубликованное в 1993 году, сравнивало режим CHOP с несколькими другими режимами химиотерапии при продвинутых стадиях неходжкинских лимфом, в частности с режимами m-BACOD, ProMACE-CytaBOM, MACOP-B. При этом оказалось, что режим CHOP имеет наименьшую токсичность среди всех исследовавшихся режимов химиотерапии, при примерно сравнимой или почти одинаковой эффективности. Поэтому режим CHOP и его модификации стали фактическим стандартом первой линии терапии для многих видов неходжкинских лимфом, особенно низкой и средней степени агрессивности.
Тем не менее, в Германии, начиная с 2012 года, бендамустин (в комбинации с ритуксимабом или без) сместил [R]-CHOP с позиции первой линии терапии (терапии выбора) для индолентных, вялотекущих неходжкинских лимфом (менее агрессивного подмножества НХЛ), в связи с меньшим количеством побочных эффектов химиотерапии бендамустином (с ритуксимабом или без) по сравнению с [R]-CHOP и такой же или даже лучшей эффективностью.